# Seán Etchingham
Seán Redmond Etchingham (27 mars 1868-23 avril 1923) est un homme politique irlandais du Sinn Féin.

## Biographie
Il est né dans le township de Ballintray, Courtown, comté de Wexford, l'un des cinq enfants de John Etchingham, décrit comme cocher, serviteur ou majordome, et d'Elizabeth (Bessie) Redmond, tous deux également originaires du comté de Wexford. Comme quatre de ses frères et sœurs, son nom de famille est enregistré sous le nom de Hutchingham dans le registre des naissances, bien que la famille soit appelée Etchingham dans la plupart des documents officiels.
En 1901, il vit à Church Lane, Gorey, où il est employé comme entraîneur de chevaux. En 1911, il est de retour à Courtown, où il déclare sa profession de journaliste lors du recensement de cette année-là,.
Il devient membre des Volontaires irlandais, du Sinn Féin, de la Ligue gaélique et de la Fraternité républicaine irlandaise (IRB). Il ne s'est jamais marié.
Il est emprisonné en 1916 pour son rôle dans le raid d'Enniscorthy visant à s'emparer du chemin de fer et à empêcher les renforts d'atteindre Dublin pour réprimer l'Insurrection de Pâques. Lorsque le soulèvement de Dublin échoue, Etchingham se rend et est arrêté, mais libéré lors de l'amnistie de 1917.
Il est élu pour la première fois candidat du Sinn Féin pour Wicklow East aux élections générales de 1918. Comme les autres députés du Sinn Féin, il ne siège pas à la Chambre des communes britannique, mais siège au Premier Dáil révolutionnaire, qui se réunit à la Mansion House de Dublin en janvier 1919.
Il est ensuite nommé au gouvernement en tant que secrétaire à la pêche. En mai 1921, sa résidence à Courtown est détruite par les Black and Tans. Il est réélu sans opposition aux élections générales de 1921 et s'oppose au traité anglo-irlandais lors des débats du Dáil et de nouveau au sein du Volunteer Executive. Il perd son siège au Dáil aux élections de 1922.
Après plusieurs mois dans une maison de repos de Dublin, il retourne à Courtown, où il meurt le 23 avril 1923.